# 汪先烺
汪先烺（？—1861年），字嚮之，安徽桐城人。清朝政治人物。

## 生平
汪先烺為道光十五年（1835年）甲午科舉人，道光二十七年（1847年）考中丁未科張之萬榜二甲第六十一名進士。分至戶部為學習主事，三年期滿成候補主事，充實錄館校對官。咸豐元年（1851年），因補缺無期，自愿注銷主事，重新按進士甲第分配知縣，改任貴州知縣，後以軍功升獨山知州，咸豐六年（1856年）署綏陽縣知縣，屢次捐資募集鄉勇，鎮壓匪盜。咸豐十一年四月（1861年），署仁懷廳，同年卒於官。著有《賢奕亭稿》。《桐城縣志》有傳。